# Carcelia illiberisi
Carcelia illiberisi är en tvåvingeart som beskrevs av Chao, Zhao och Liang 2002. Carcelia illiberisi ingår i släktet Carcelia och familjen parasitflugor.
Artens utbredningsområde är Shanxi (Kina). Inga underarter finns listade i Catalogue of Life.